# Versor

Versorii i, j, k ale axelor carteziene x, y, z pentru un spațiu Euclidian tridimensional. Fiecare vector a în acel spațiu este o combinație liniară a acestor versori.

În matematică și fizică, versorul unei axe sau al unui vector este un vector unitate, care indică direcția și unitatea de măsură a acelui vector sau acelei axe.
Versorul unei axe carteziene este de asemenea cunoscut ca un vector canonic al bazei. Versorul unui vector este de asemenea cunoscut ca un vector normalizat.

## Versorii unui sistem de coordonate cartezian
Versorii axelor unui sistem de coordonate Cartezian sunt vectori unitate codirecționali cu axele sistemului. 
Fiecare vector euclidian a într-un spațiu euclidian n-dimensional (Rn) poate fi reprezentat ca o combinație liniară de n versori care aparțin sistemului de coordonate cartezian corespunzător. De exemplu, într-un spațiu tridimensional (R3), există trei versori: {\displaystyle {\bar {i}}\,}, {\displaystyle {\bar {j}}\,} și {\displaystyle {\bar {k}}\,}. Ei indică direcția axelor carteziene x, y, respectiv z. În termenii acestora, orice vector {\displaystyle {\vec {a}}\,} poate fi reprezentat ca
{\displaystyle {\vec {a}}={\vec {a}}_{x}+{\vec {a}}_{y}+{\vec {a}}_{z}=a_{x}{\bar {i}}+a_{y}{\bar {j}}+a_{z}{\bar {k}}\,}
unde {\displaystyle {\vec {a}}_{x}\,}, {\displaystyle {\vec {a}}_{y}\,} și {\displaystyle {\vec {a}}_{z}\,} se numesc componentele vectorului (sau proiecții ale vectorului) {\displaystyle {\vec {a}}\,} pe axele carteziene x, y, și z (vezi figura), în timp ce {\displaystyle a_{x}\,}, {\displaystyle a_{y}\,} și {\displaystyle a_{z}\,} sunt componentele scalare respective (sau proiecții scalare).
În algebra liniară, setul format din acești n versori este de obicei menționat ca baza canonică corespunzătoare spațiului euclidian.

### Notație
În cele mai multe cazuri se poate spune că i, j, și k, (sau {\displaystyle {\bar {i}}\,}, {\displaystyle {\bar {j}}\,} și {\displaystyle {\bar {k}}\,} sau {\displaystyle {\vec {i}}\,}, {\displaystyle {\vec {j}}\,} și {\displaystyle {\vec {k}}\,}) sunt vectorii unui sistem tridimensional de coordonate carteziene. Notațiile cu bare sau săgeți deasupra sunt folosite în special acolo unde i, j, k pot conduce la o confuzie cu alte elemente, de exemplu, când simboluri index precum i, j, k sunt folosite pentru a determina un element aparținând unei mulțimi de variabile.